# Stefan Kalinowski (prawnik)
Stefan Kalinowski (ur. 7 grudnia 1913 w Warszawie, zm. 12 lutego 1996 w Legionowie) – polski prawnik, profesor postępowania karnego.

## Życiorys
Ukończył Gimnazjum im. Adama Mickiewicza w Warszawie w 1932, a następnie studia na Wydziale Prawa Uniwersytetu Warszawskiego w 1936. Po ukończeniu studiów odbywał aplikację sądową i prokuratorską, kontynuowaną w czasie okupacji. Uczestniczył wówczas w tajnym nauczaniu.
W latach 1945–1955 pracował w Ministerstwie Sprawiedliwości (w Departamencie Ustawodawczym). Jednocześnie był prokuratorem, a potem sędzią Sądu Okręgowego (Wojewódzkiego) w Warszawie (1945–1950) oraz Sądu Apelacyjnego w Warszawie (1950–1953). Od 1953 do 1955 był sędzią delegowanym do Sądu Najwyższego, od 1955 do 1957 zastępcą dyrektora Biura Orzecznictwa SN, a w latach 1957–1962 – sędzią Sądu Najwyższego.
Równolegle rozwijała się jego kariera akademicka. W 1949 uzyskał stopień doktora nauk prawnych po obronie rozprawy Przestępstwo nadużycia zaufania (promotorem był Stanisław Śliwiński). W latach 1950–1953 był zastępcą profesora w katedrze Postępowania Karnego i kierownikiem Zespołu Katedr Prawa Karnego na Wydziale Prawa Uniwersytetu Mikołaja Kopernika w Toruniu. W 1954 uzyskał habilitację na Wydziale Prawa Uniwersytetu Warszawskiego za pracę Rewizja nadzwyczajna – nadzwyczajny środek odwoławczy czy środek nadzoru. W 1960 został profesorem nadzwyczajnym i kierownikiem Katedry postępowania Karnego na UW, a w 1969 uzyskał tytuł profesora zwyczajnego. Był prodziekanem Wydziału Prawa UW w latach 1956–1957 oraz 1965–1968. Wypromował 11 doktorów prawa.
Należał do Stronnictwa Demokratycznego. Od 1963 do 1968 był wiceprzewodniczącym Komitetu Uczelnianego na UW, od 1967 do 1973 wchodził w skład prezydium Komitetu Stołecznego, a od 1973 do 1976 pełnił funkcję członka Centralnego Komitetu SD.

## Publikacje
- Rewizja nadzwyczajna w polskim procesie karnym (1954)
- Opinia biegłego w postępowaniu karnym (1972)
- Rozprawa główna w polskim procesie karnym (1975)
- Polski proces karny w zarysie (1979)